# Мемоари једне гејше
Мемоари једне гејше (енгл. Memoirs of a Geisha) је филмска адаптација истоименог романа, у продукцији Стивена Спилберга и режији Роба Маршала. Био је номинован за шест Оскара, а освојио је три и то: Оскар за најбољу фотографију, Оскар за најбољу сценографију и Оскар за најбољи костим. Џанг Цији је била номинована за награду BAFTA за најбољу главну глумицу. Филм је у Јапану приказиван под називом „Сајури“ (Sayuri), по имену главне јунакиње, а био је велики биоскопски хит широм света 2005. године.

## Радња
Чијо је са свега девет година насилно доведена у кућу гејши, док јој сестру продају. Убрзо је схватила да посао гејше није толико тежак како је мислила, и да, напротив, пружа жени могућност да постане богата и самостална. Главна гејша куће којој и Чијо припада је сујетна и веома привлачна Хацумомо, која увиђа у какву ће лепотицу израсти Чијо, па је зато свакодневно малтретира и увлачи у невоље. Видевши то, Мамеха, најпознатија гејша у граду, узима Чијо под своју заштиту и учи је вештинама којима треба да влада једна куртизана. Чијо убрзо постаје Сајури - најтраженија и најлепша гејша у граду. Проблеми са љубоморном Хацумомо, који су се наставили, нису били ни упола тешки, колико и безнадежна ситуација у којој се Сајури касније нашла када је схватила да се заљубила у једног човека. То је био Кен, старији мушкарац који је увек обасипао пажњом, и помагао јој када јој је било најтеже. Срећом, почиње и Други светски рат, после ког Сајури неће постојати као гејша, већ као слободна жена која живи са човеком кога воли.
- Три главне глумице, (Сајури, Хацумомо и Мамеха), провеле су одређено време у кампу за гејше, како би научиле традиционалне вештине гејши (плес, певање, јапанску чајну церемонију).

## Улоге
| Глумац       | Улога       |
| ------------ | ----------- |
| Џанг Цији    | Чијо/Сајури |
| Кен Ватанабе | Кен Ивамура |
| Гонг Ли      | Хацумомо    |
| Мишел Јео    | Мамеха      |
| Коџи Јакушо  | Нобу        |